# 平成21年度全国高等学校総合体育大会

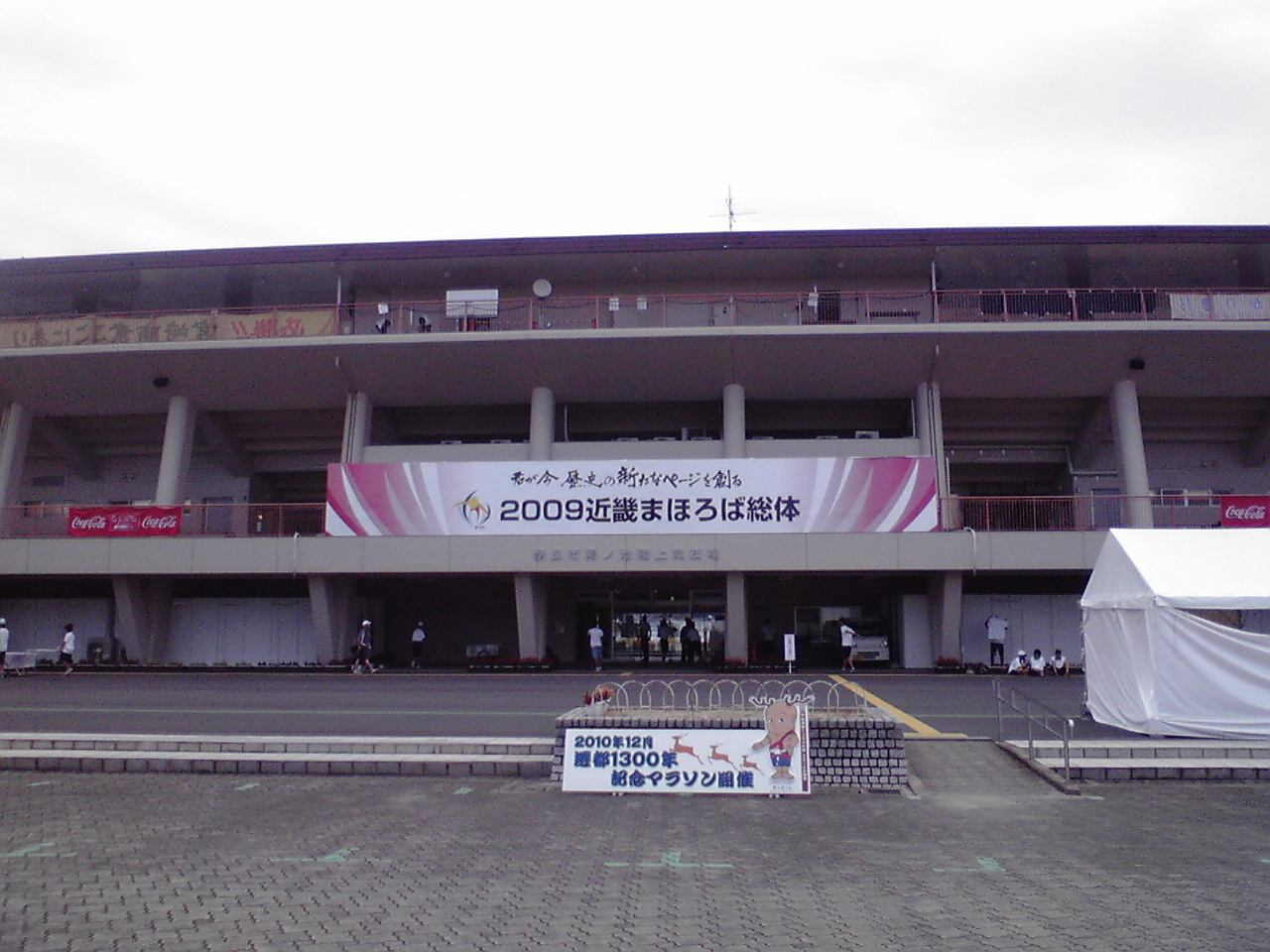
開会式を行った鴻ノ池陸上競技場

平成21年度全国高等学校総合体育大会（へいせい21ねんどぜんこくこうとうがっこうそうごうたいいくたいかい）は、2009年（平成21年）7月から2010年（平成22年）2月にかけて行われた全国高等学校総合体育大会である。
実施33競技のうち、29競技による夏季大会が2009年7月28日 - 8月20日を開催期間として近畿ブロック2府4県で、冬季大会の4競技が競技種目ごとに下記開催地および開催期間にてそれぞれ実施された。

## 夏季大会
夏季大会は、2009年7月28日から8月20日まで奈良県を中心に近畿地方で開催された。大会愛称は2009近畿まほろば総体、大会スローガンは「君が今 歴史の新たなページを創る」。総合開会式は7月28日に奈良市鴻ノ池陸上競技場で行われた。

### 概要
- 主催：公益財団法人全国高等学校体育連盟、奈良県、滋賀県、京都府、大阪府、兵庫県、和歌山県、近畿2府4県教育委員会、関係全国中央競技団体
- 後援：文部科学省、公益財団法人日本体育協会、日本放送協会（NHK）
- 協賛：コカ・コーラ

### 実施競技・会場一覧
- 陸上競技（奈良市鴻ノ池陸上競技場）
- レスリング（奈良市中央体育館）
- 自転車競技
  - トラック（奈良競輪場）
  - ロード（鈴鹿サーキット）
- バレーボール（金魚スクエア・桜井市芝運動公園総合体育館・桜井高校体育館・香芝市総合体育館）
- 柔道（天理大学杣之内第一体育館）
- ホッケー（親里ホッケー場・長居球技場・舞洲多目的人工芝運動場）
- ソフトテニス（奈良県立橿原公苑明日香庭球場）
- テニス（奈良県立橿原公苑明日香庭球場・橿原運動公園テニスコート）
- 弓道（奈良県立橿原公苑第1体育館）
- ウエイトリフティング（奈良県立橿原公苑第1体育館）
- サッカー（奈良県立橿原公苑陸上競技場・橿原運動公園多目的グラウンド・奈良学園中高校総合グラウンド・五條市上野公園多目的グラウンド・御所市民運動公園グラウンド・葛城市新庄第1健民運動場・葛城市新町公園球技場・大淀町平畑運動公園サッカー場）
- ボクシング（平群町総合スポーツセンター）
- ソフトボール（生駒市北大和野球場・生駒市総合公園グラウンド・生駒市井出山グラウンド・生駒市イモ山公園グラウンド）
- フェンシング（宇陀市総合体育館）
- なぎなた（大和高田市立総合体育館）
- 水泳
  - 競泳（なみはやドーム）
  - 飛込（同上）
  - 水球（大阪プール）
- バスケットボール（大阪市中央体育館・大阪府立体育会館・大阪市立住吉スポーツセンター・大阪市立浪速スポーツセンター）
- バドミントン（大阪府立体育会館）
- 剣道（舞洲アリーナ）
- ハンドボール（同志社大学デイヴィス記念館・西宇治公園西宇治体育館・田辺中央体育館・京都府立山城総合運動公園体育館）
- 相撲（京都府立体育館）
- カヌー（久美浜湾カヌーコース）
- 卓球（グリーンアリーナ神戸）
- 登山（氷ノ山・鉢伏山・蘇武岳コース）
- 空手道（兵庫県立武道館）
- ボート（滋賀県立琵琶湖漕艇場）
- アーチェリー（皇子山陸上競技場）
- 体操（和歌山ビッグホエール）
- ヨット（和歌山マリーナ）

### トラブル
豚由来の新型インフルエンザが日本全国に感染拡大した後で行われた大会となったが、バレーボールやバドミントンなど一部の競技で、感染により途中棄権に追い込まれる事例が相次いだ。高体連などでは感染拡大の防止に向け対応にあたっている。

### 中継放送
例年通りNHK教育テレビ・J SPORTSで中継されるが、J SPORTSでは今大会よりバスケットボール（女子決勝）の中継も加わった。

## 冬季大会
平成21年度全国高等学校総合体育大会では、2009年（平成21年）12月から2010年（平成22年）2月にかけてスキー、スケート・アイスホッケー、ラグビーフットボール、駅伝の4競技が冬季大会として開催された。

### スキー大会
スキー大会は、第59回全国高等学校スキー大会として2010年2月2日 - 2月7日に北海道札幌市、富良野市、名寄市で開催された。スローガンは、「熱き夢 輝く栄光 北の大地でつかみとれ！」。

#### 概要
- 主催：財団法人全国高等学校体育連盟、財団法人全日本スキー連盟、北海道、北海道教育委員会
- 後援：文部科学省、財団法人日本体育協会、日本放送協会、財団法人北海道体育協会、北海道高等学校体育連盟、札幌市、札幌市教育委員会、財団法人札幌市体育協会、富良野市、富良野市教育委員会、NPO法人ふらの体育協会、名寄市、名寄市教育委員会、財団法人名寄市体育協会
- 主管：財団法人全国高等学校体育連盟スキー専門部、北海道高等学校体育連盟スキー専門部、財団法人北海道スキー連盟、財団法人札幌スキー連盟、富良野スキー連盟、名寄地方スキー連盟
- 協賛：コカ・コーラ

#### 実施競技・会場一覧
| 競技名 | 競技名                   | 競技名 | 会場地   | 会場                                                          |
| ------ | ------------------------ | ------ | -------- | ------------------------------------------------------------- |
| スキー | アルペン                 |        | 富良野市 | 富良野スキー場（北の峰ゾーン）                                |
| スキー | クロスカントリー         |        | 札幌市   | 札幌白旗山クロスカントリーコース                              |
| スキー | スペシャルジャンプ       |        | 名寄市   | 名寄ピヤシリシャンツェ                                        |
| スキー | ノルディックコンバインド |        | 名寄市   | - 名寄ピヤシリシャンツェ - 名寄健康の森クロスカントリーコース |

### スケート・アイスホッケー大会
スケート・アイスホッケー大会は、第59回全国高等学校スケート競技・アイスホッケー競技選手権大会として2010年1月20日 - 1月24日に北海道釧路市で開催された。スローガンは、「タンチョウのごとく舞え 氷上に輝く勇者たち」。

#### 概要
- 主催：財団法人全国高等学校体育連盟、財団法人日本スケート連盟、財団法人日本アイスホッケー連盟、北海道、北海道教育委員会、釧路市、釧路市教育委員会
- 後援：文部科学省、財団法人日本体育協会、日本放送協会、財団法人北海道体育協会、財団法人釧路市体育協会
- 主管：財団法人全国高等学校体育連盟スケート専門部、北海道高等学校体育連盟、財団法人北海道スケート連盟、財産法人北海道アイスホッケー連盟
- 協賛：コカ・コーラ

#### 実施競技・会場一覧
| 競技名         | 競技名 | 会場地 | 会場                                                                           |
| -------------- | ------ | ------ | ------------------------------------------------------------------------------ |
| スピード       |        | 釧路市 | 釧路市柳町スピードスケート場                                                   |
| フィギュア     |        | 釧路市 | 釧路市春採アイスアリーナ                                                       |
| アイスホッケー |        | 釧路市 | - 釧路アイスアリーナ - 十勝アイススケートセンター - 釧路市柳町アイスホッケー場 |

### ラグビーフットボール大会
ラグビーフットボール大会は、第89回全国高等学校ラグビーフットボール大会として2009年（平成21年）12月27日 - 2010年（平成22年）1月7日に大阪府東大阪市の花園ラグビー場、花園中央公園多目的球技広場で開催された。

### 駅伝大会
駅伝大会は、男子第60回女子第21回全国高等学校駅伝競走大会として2009年12月20日に京都府京都市の京都市西京極総合運動公園陸上競技場、京都市西京極陸上競技場付設マラソンコースで開催された（開会式・表彰式は京都市体育館で実施）。

#### 概要
- 主催：公益財団法人全国高等学校体育連盟、公益財団法人日本陸上競技連盟、毎日新聞社、京都府、京都府教育委員会、京都市、京都市教育委員会
- 後援：文部科学省、日本放送協会
- 主管：公益財団法人全国高等学校体育連盟陸上競技専門部、一般財産法人京都陸上競技協会、京都府高等学校体育連盟
- 協賛：コカ･コーラ

#### 大会記録

##### 入賞校
| 全国高等学校駅伝競走大会 | 全国高等学校駅伝競走大会 | 優勝          | 2位               | 3位               | 4位                 | 5位               | 6位               | 7位             | 8位                 |
| ------------------------ | ------------------------ | ------------- | ----------------- | ----------------- | ------------------- | ----------------- | ----------------- | --------------- | ------------------- |
| 2009年 （平成21年）      | 男子第60回大会           | 世羅 （広島） | 西脇工 （兵庫）   | 青森山田 （青森） | 佐久長聖 （長野）   | 九州学院 （熊本） | 須磨学園 （兵庫） | 田村 （福島）   | 鹿児島実 （鹿児島） |
| 2009年 （平成21年）      | 女子第21回大会           | 豊川 （愛知） | 須磨学園 （兵庫） | 興譲館 （岡山）   | 神村学園 （鹿児島） | 千原台 （熊本）   | 諫早 （長崎）     | 埼玉栄 （埼玉） | 常磐 （群馬）       |

##### 区間賞
| 全国高等学校駅伝競走大会 | 全国高等学校駅伝競走大会 | 1区                        | 2区                        | 3区                            | 4区                       | 5区                                | 6区                          | 7区                            |
| ------------------------ | ------------------------ | -------------------------- | -------------------------- | ------------------------------ | ------------------------- | ---------------------------------- | ---------------------------- | ------------------------------ |
| 2009年 （平成21年）      | 男子第60回大会           | 大迫傑 （佐久長聖） 29'06" | 石若大武 （西脇工） 8'20"  | ビダン・カロキ （世羅） 22'48" | 竹内一輝 （世羅） 23'27"  | 宮澤隼平 （埼玉栄） 8'42"          | 矢野兼太郎 （埼玉栄） 14'56" | 久保田和真 （九州学院） 14'35" |
| 2009年 （平成21年）      | 女子第21回大会           | 伊澤菜々花 （豊川） 19'43" | 野田沙織 （千原台） 12'51" | 中新井美波 （須磨学園） 9'40"  | 戸田理惠 （興譲館） 9'33" | ワイナイナ・ムルギ （豊川） 16'04" | -                            | -                              |